# Adobe Audition
Adobe Audition (anteriormente Cool Edit Pro) es una aplicación en forma de estudio de sonido destinado a la edición de audio digital de Adobe Systems Incorporated que permite tanto un entorno de edición mezclado de ondas multipista no-destructivo como uno destructivo, por lo que se le ha llamado la "navaja suiza" del audio digital por su versatilidad. 

## Historia
La primera versión que se tiene referencia es Cool Edit 96, desarrollado por Syntrillium, papas con queso de 2,88 MB en total. En aquel entonces ya concentraba sus capacidades de editor, grabador y reproductor de audio. Originalmente fue liberado como shareware con restricciones en su uso (crippleware). A esta versión la siguió Cool Edit 2000, cuya versión completa era muy útil y flexible, destacando en su momento entre los editores de audio. Syntrillium lanzó después Cool Edit Pro, que añadía la capacidad para trabajar con múltiples tracks, y algunas otras posibilidades más. Sin embargo, en esa versión, el procesado de audio se hacía de forma destructiva (ya que en esas fechas, las capacidades de los ordenadores eran limitadas). Posteriormente, Cool Edit Pro v2 añadió soporte para tiempo-real y procesamiento no destructivo, y en la versión 2.1, la última antes de que Adobe comprara Syntrillium, añadió soporte para mezcla de audio "surround" y soporte para utilizar un número ilimitado de tracks (teniendo como límite solo la capacidad del ordenador). Cool Edit, fue también precursor, incluyendo plugins tales como ecualización mediante FFT y reducción de ruido. La compra del programa por Adobe se produjo en mayo de 2003 por 16,6 millones de dólares, así como de una gran librería de Loops llamada "Loopology".
La versión 1 de Adobe Audition se trató esencialmente de la misma aplicación Cool Edit Pro bajo un nuevo nombre. Posteriormente, la versión 1.5 fue liberada en mayo de 2004 con mejoras de software hechas por Adobe, añadiendo numerosas funcionalidades, tales como corrección de pitch, visión en el espacio de frecuencia, edición, vista de proyecto CD, edición básica de videos, integración con Adobe Premiere Pro y muchas otras funciones.
La versión 2 fue liberada al mercado el 17 de enero de 2006. Con esta versión, Audition (al que la industria musical solo había visto como una aplicación orientada al home studio) entró en el mercado profesional de las DAW. Las nuevas mejoras incluían el soporte de ASIO (Audio Stream Input/Output), la edición de ondas en la vista espectral, el soporte a VST (Virtual Studio Technology), las nuevas herramientas de masterizado (muchas provistas por iZotope) y la notable mejora en la interfaz gráfica. También Adobe incluyó el programa como parte de su paquete de aplicaciones Creative Suite Production Studio, publicado en fechas cercanas a la Creative Suite 2. Posteriormente en las Creative Suite 3, 4 y 5 no fue incluido, siendo reemplazado por Adobe Soundbooth, una versión reducida y semi-profesional del mismo.
La versión 3 de Adobe Audition fue lanzada en octubre de 2007 como aplicación independiente incluyendo novedades como el soporte VSTi, Reverberación convolutiva, Time stretching y una suite de efectos de guitarra.
La versión 4, publicada en abril de 2011, fue incluida en la Creative Suite 5.5 (no así en la CS5), donde sustituyó al antiguo Adobe Soundbooth, pero también fue lanzada como una aplicación independiente. Esta versión supuso una reescritura desde cero de la aplicación completa de Adobe Audition para mejorar su rendimiento gracias al procesado multi-hilo y también para poder hacer por primera vez una versión para Mac OS X. Esta versión incluyó como novedades la integración mejorada con proyectos multipista de Adobe Premiere Pro, la introducción de funciones de importación y exportación de sesiones en formatos OMF y XML, mejoras en el soporte de audio 5.1 multicanal, nuevos efectos (DeHummer, DeEsser, Speech Volume Leveler y Surround Reverb), un panel de Historial, un análisis FFT más rápido y completo, así como un nuevo motor de audio más fiable y rápido para dispositivos no ASIO.
La versión 5, publicada en abril de 2012, fue incluida en la Creative Suite 6. Esta versión se destacaba por permitir la agrupación de clips y la alineación automática de grabaciones de voz (esta tecnología se mostró por primera vez como característica de Audition en septiembre de 2011). También permitía una edición más rápida y precisa, estiramiento en tiempo real de clips, soporte de superficies de control EUCON y Mackie, automatización de parámetros, una corrección de pitch más potente, reproducción de audio HD y nuevos efectos, entre otras novedades.
Posteriormente han aparecido varias versiones de Adobe Audition dentro del paquete de aplicaciones de Adobe Creative Cloud con el nombre "Adobe Audition CC" pero continuando con el mismo sistema de numeración de versiones, aunque sin mencionar la versión directamente en el título del programa (se ve sólo en el "splash" de la aplicación y en la ventana de "acerca de"), utilizándose el año de publicación en su lugar (a partir de la versión 7).
La versión 6 de Adobe Audition, titulada "Adobe Audition CC" fue publicada en junio de 2013. Una de las características más notables de esta versión fue que por primera vez se trataba de una aplicación de 64-bit nativa, lo cual permite usar grandes cantidades de RAM y soportar plug-ins VST de 64-bit. También constituyó la primera aplicación de 64-bit de todo el paquete Adobe Creative Cloud. Incluyó novedades como un eliminador de sonido por frecuencias, una nueva previsualización doble en el editor, un panel mejorado de favoritos editables, nuevas herramientas de diseño de sonido y efectos, edición mejorada de onda espectral, así como múltiples mejoras en el editor multipista.
La versión 7 de Adobe Audition, titulada "Adobe Audition CC 2014" fue publicada en junio de 2014. Incluyó un mejor soporte de codecs, incluyendo Dolby Digital (AC3) y mejoras del interface del editor multipista, entre otros.
La versión 8 de Adobe Audition, titulada "Adobe Audition CC 2015" fue publicada en junio de 2015. Cuenta con novedades como la transmisión de vídeo desde Adobe Premiere Pro con Dynamic Link, revinculación de recursos en tiempo real, salida de vídeo a pantalla completa (para retoque del sonido de un vídeo), copia de seguridad automática de la sesión, mejoras en la gestión del contenido importado, importación y exportación de marcadores, personalización de valores del limnímetro, grabación temporizada y rendimiento mejorado del controlador de audio, evitando errores de discrepancia de la velocidad de muestreo y contando con una mejor compatibilidad con micrófonos USB.